# 史安
史安（1386年—1427年），字志靜，江西豐城人。明朝政治人物，永樂辛卯進士。
永樂九年（1411年）辛卯科三甲第三十九名進士，任禮部郎中。跟從柳升攻打交趾黎利時，戰敗被逮捕而死。